# Шаплов, Александр Сергеевич
Александр Сергеевич Шаплов(род. 8 апреля 1978 года) — российский химик-органик, лауреат премии имени С. В. Лебедева РАН.

## Биография
Родился 08.04.1978 в Москве.
Окончил с отличием МХТИ им. Менделеева (2001). 
В 2005 г. защитил кандидатскую диссертацию:
- Синтез конденсационных полимеров в ионных жидкостях : диссертация ... кандидата химических наук : 02.00.06. - Москва, 2005. - 164 с. : ил[3].

Работает в Институте элементоорганических соединений им. А. Н. Несмеянова РАН: ассистент лаборатории (2000—2001), инженер (2001—2003), младший научный сотрудник (2003—2005), научный сотрудник (2005-2009), старший научный сотрудник (с 2009).
В 2013 г. защитил докторскую диссертацию:
- Ионные жидкости в синтезе полимеров и многокомпонентных полимерных систем : диссертация ... доктора химических наук : 02.00.06 / Шаплов Александр Сергеевич; [Место защиты: Ин-т элементоорган. соединений им. А. Н. Несмеянова РАН]. — Москва, 2013. — 411 с. : ил[4].

## Награды и звания
- Премия имени С. В. Лебедева РАН 2013 года — за цикл работ «Ионные жидкости в синтезе и модификации полимеров, перспективные направления использования».